# Jorge Volpi
Jorge Luis Volpi Escalante (Ciutat de Mèxic, 10 de juliol del 1968) és un escriptor mexicà de la coneguda com a generación del crack. Va estudiar dret i literatura a la Universitat Nacional Autònoma de Mèxic i es va doctorar a la Universitat de Salamanca. Ha rebut diversos premis literaris.

## Obres
- Pieza en forma de sonata, para flauta, oboe, cello y arpa, Op. 1, 1991
- A pesar del oscuro silencio, 1992
- La paz de los sepulcros, 1995
- El temperamento melancólico, 1996
- Sanar tu piel amarga, 1997
- En busca de Klingsor, 1999
- El juego del Apocalipsis, 2001
- El fin de la locura, 2003
- No será la tierra (Tiempo de cenizas), 2006
- El jardín devastado, 2008
- Oscuro bosque oscuro, 2009
- La tejedora de sombras, 2012
- La paz de los sepulcros, 2013
- Memorial del engaño, 2014
- Las elegidas, 2015
- Una novela criminal, 2018

## Premis
- Premio Plural de ensayo, 1991
- Premio Biblioteca Breve, 1999
- Prix Grinzane Cavour Deux Océans, 2000
- Premio Iberoamericano Debate-Casa de América, 2008
- Premio Mazatlán de Literatura, 2009
- Premio José Donoso, 2009
- Guggenheim Fellowship
- Ordre des Arts et des Lettres, 2009
- Premio Planeta-Casa de América, 2012
- Orden de Isabel la Católica, 2016
- Premio Alfaguara de Novela, 2018